# أوسترهولتس-شارمبك
استرهولز شارمبرك (بالألمانية: Osterholz-Scharmbeck) هي بلدة ألمانية تقع في ألمانيا في سكسونيا السفلى. يقدر عدد سكانها بـ 30,714 نسمة .

## المدن التوأمة
مدينة غريمن هي مدينة توأمة لـاسترهولز شارمبرك.

## أعلام
- بودو راميلو
- هربرت بيرنس